# Windpark Gistel E40
Het Windpark Gistel E40 is een rij van zes windturbines langsheen de A18 (E40), ten oosten van de afrit in Gistel.

## Geschiedenis
Al in 2001 was men begonnen met een vergunningsaanvraag, maar de realisatie heeft op zich laten wachten doordat de luchthaven van Oostende (Belgocontrol, dat instaat voor de veiligheid in het luchtruim) verzoek tot schorsing had ingediend bij de Raad van State.
De eerste molen verscheen in maart 2007. Sinds half april 2007 prijken deze vier molens boven de poldervlakte en rijzen zelfs boven de stadskern uit.
Bij de start werd een milieuvergunning verleend van beperkte duur. De verschillende eigenaars/uitbaters vroegen in 2024 een verlenging aan. De milieuvergunning werd vernieuwd voor een periode van tien jaar, tot 24 oktober 2034.

## Beschrijving
De eerste twee en de laatste twee windturbines zijn een project van GISLOM, een samenwerking tussen Arcopar cvba, Aspiravi nv en Hefboom cvba. Elke molen heeft een nominaal vermogen van 2.300 kW. De geraamde productie is ongeveer gelijk aan het elektriciteitsverbruik van 5.000 gezinnen (16.000.000 kWh per jaar). Hiermee wordt jaarlijks een CO2-besparing van 12.160 ton gerealiseerd. De turbines hebben een ashoogte van 85 meter en wieken met een lengte van 35 meter. Die wieken steken op hun hoogste punt 120 meter boven de grond uit. De gezamenlijke investeringskost bedroeg circa 9.500.000 euro. 
De vierde molen wordt uitgebaat door BeauVent/Ecopower en de derde door Electrawinds.